# 13766 Bonham
A 13766 Bonham (ideiglenes jelöléssel 1998 SA139) a Naprendszer kisbolygóövében található aszteroida. A LINEAR projekt keretében fedezték fel 1998. szeptember 26-án.